# Techelsberg am Wörther See
Techelsberg am Wörther See (fino al 1939 Sankt Martin am Techelsberg, fino al 1968 Techelsberg) è un comune austriaco di 2 191 abitanti nel distretto di Klagenfurt-Land, in Carinzia.